# Siège de Jérusalem (636-637)
Pour les articles homonymes, voir Siège de Jérusalem.
Conquête musulmane de la Syrie et des guerres arabo-byzantines
Batailles
- Mu'tah (629)
- Ajnadayn (634)
- Damas (634)
- Fahl (635)
- Yarmouk (636)
- Jérusalem (636-637)

- Héliopolis (640)
- Nikiou (646)

- Sufétula (647)
- Tahouda (683)
- Mammès (688)
- Carthage (698)
- Oued Nini (698)

- 1re Constantinople (674-678)
- Sébastopolis (692)
- Tyane (~708)
- 2e Constantinople (717-718)
- Andrinople (718)
- Nicée (727)
- Akroinon (740)

- Kamacha (766)
- Invasion de l'Asie Mineure (782)
- Kopidnadon (788)
- Krasos (804)
- Invasion de l'Asie Mineure (806)
- Anzen (838)
- Amorium (838)
- Mauropotamos (844)
- Poson (863)
- Bathys Ryax (872 ou 878)

- Syracuse (877-878)
- Stelai ou 1re Milazzo (880)
- 2e Milazzo (888)
- Taormine (902)
- Garigliano (915)
- Détroit (965)
- Georges Maniakès en Sicile (1038-1040)

- Phœnix de Lycie (655)
- Keramaia (746)
- Conquête musulmane de la Crête (années 820)
- Damiette (853)
- Raguse (866-868)
- Kardia (~872-873)
- Golfe de Corinthe (~873)
- Céphalonie (880)
- Chalcis (~883)
- Thessalonique (904)

- Portes ciliciennes (878)
- Campagnes de Jean Kourkouas (926-944)
- Marach (953)
- Raban (958)
- Andrassos (960)
- Campagnes de Nicéphore II Phocas (956-969)
- Chandax (960-961)
- Alexandrette (971)
- Campagnes de Jean Tzimiskès (~950-975)
- Gués de l'Oronte (994)
- Alep (994-995)
- Apamée (998)
- Campagnes de Basile II (979-999)
- Azâz (1030)

Le siège de Jérusalem ayant lieu de 636 à 637 est un épisode du conflit qui oppose l'Empire byzantin au Califat des Rachidoune. Il commence quand l'armée du calife Omar dirigée par Abu Ubayda ibn al-Djarrah met le siège devant Jérusalem en novembre 636. Après six mois, le patriarche Sophrone accepte la reddition de la cité, à la condition qu'elle se fasse devant le calife. En avril 637, le calife Omar ibn al-Khattâb arrive devant Jérusalem pour recevoir la reddition de la ville.
La conquête musulmane de la ville renforce le contrôle arabe sur la Palestine. Cette domination n'est remise en cause que plusieurs siècles plus tard avec la Première croisade. La ville de Jérusalem en vient aussi à devenir un lieu saint de l'islam en plus d'être déjà un sanctuaire important du christianisme et du judaïsme. Plus généralement, cette conquête stabilise la situation de la région, particulièrement tourmentée depuis une vingtaine d'années. En 613, la révolte juive contre l'empereur Héraclius avait entraîné la prise de Jérusalem par les Sassanides en 614. La révolte se termine avec le départ des Perses et le massacre des Juifs par les Byzantins en 629. Les Juifs venaient alors de connaître 15 ans d'autonomie. 
Après la conquête musulmane de Jérusalem, les Juifs reçoivent à nouveau l'autorisation de vivre et de pratiquer leur religion librement dans la ville, huit ans après leur massacre par les Byzantins et près de 500 ans après leur expulsion de Judée par les Romains. La conquête aurait aussi entraînée la signature de la Convention d'Omar en 637, qui décrit les droits et les restrictions des Chrétiens et des Juifs vivant sous l'autorité musulmane et leur conférant le statut de dhimmis.

## Prélude
Jérusalem est une ville importante de la province byzantine de Palestina Prima. 23 ans auparavant, en 614, la ville est tombée aux mains d'une armée d'invasion sassanide dirigée par Schahr-Barâz lors de la dernière des guerres byzantino-perses. Les Perses mettent la cité à sac et auraient massacré les 90 000 habitants chrétiens. Au cours du pillage, l'église du Saint-Sépulcre est détruite et la Vraie Croix est emportée à Ctesiphon. Elle revient finalement à Jérusalem après la victoire d'Héraclius contre les Perses en 628. Il est souvent dit que les Juifs, persécutés par les Byzantins, auraient aidé les Perses.
Après la mort de Mahomet en 632, la direction des Musulmans passe au calife Abu Bakr qui lance une série de campagnes connues sous le nom de guerres de Ridda. Une fois qu'il assure sa suprématie sur l'Arabie, il lance une guerre de conquête en Orient en envahissant l'Irak qui est alors une province sassanide. Après que les Perses ont été vaincus, il se tourne vers l'ouest et envoie ses armées envahir les terres byzantines.
En 634, Abu Bakr meurt et son successeur est Omar qui poursuit sa propre guerre de conquêtes. En mai 636, l'empereur Héraclius lance une expédition majeure pour reprendre les territoires perdus mais son armée est vaincue de manière décisive lors de la bataille du Yarmouk en août 636. Par la suite, Abu Ubaidah, le chef musulman de l'armée des Rachidoune en Syrie tient un conseil de guerre au début du mois d'octobre pour discuter de la stratégie à adopter. Les opinions varient entre une attaque contre la cité côtière de Césarée ou contre Jérusalem. Abu Ubaidah pouvait connaître l'importance de ces deux villes, qui avaient résisté aux tentatives arabes de les conquérir. Incapable de savoir laquelle des deux est la plus importante, il écrit au calife Omar pour lui laisser le soin de décider. Dans sa réponse, le calife lui ordonne de s'attaquer à Jérusalem. De fait, Abu Ubaidah marche contre cette dernière depuis Jabiyah. Il est épaulé par Khalid ibn al-Walid dont le régiment de cavalerie légère forme l'avant-garde de l'armée. Les Musulmans arrivent devant Jérusalem vers le début du mois de novembre et la garnison byzantine se replie dans la cité fortifiée.

## Le siège
Après l'avoir reprise des mains des Perses, Héraclius a bien fortifié la cité. À la suite de la défaite de Yarmouk, le patriarche de Jérusalem Sophrone restaure les murailles de la cité. Les Musulmans n'ont alors pas essayé d'assiéger la ville une seule fois. Cependant, depuis 634, les forces arabes ont le potentiel pour menacer toutes les voies d'accès à la ville. Bien que Jérusalem ne soit pas encerclée, elle fait face à un état de siège depuis la prise des forts environnants de Pella et Bosra. Après la bataille du Yarmouk, la ville est coupée du reste de la Syrie et se prépare à l'imminence d'un siège qui semble inévitable. Quand l'armée arabe atteint Jéricho, Sophrone collecte toutes les reliques de la ville dont la Vraie Croix et les envoie secrètement vers la côte, pour y être acheminées vers Constantinople. Les troupes musulmanes débutent le siège en novembre 636. Au lieu de lancer des assauts incessants contre la ville, ils décident de faire durer le siège jusqu'à ce que les Byzantins arrivent à court de provisions pour qu'une reddition sans effusion de sang devienne négociable.
Bien que les détails du siège soient inconnus, il semble qu'il n'y ait eu aucune effusion de sang. La garnison byzantine ne peut espérer aucun secours de l'empire épuisé d'Héraclius. Après un siège de quatre mois, Sophrone offre la reddition de la cité ainsi que le paiement d'un tribut, à la condition que le calife vienne à Jérusalem signer le pacte et accepter la reddition. Il est dit qu'au moment où les termes de Sophrone sont connus des Musulmans, Shurahbil ibn Hassana, un des commandants arabes, suggère qu'au lieu d'attendre que le calife fasse le voyage depuis Médine, Khalid ibn Walid soit envoyé devant la ville en tant que calife du fait de sa physionomie proche de celle d'Omar. Toutefois, la ruse ne fonctionne pas. Peut-être Khalid est-il alors trop connu en Syrie ou des Arabes chrétiens présents dans la cité ont-ils été à Médine et y ont vu Khalid et Omar. Quoi qu'il en soit, le patriarche refuse de négocier. Quand Khalid rapporte l'échec de sa mission, Abu Ubaidah écrit au calife Omar pour lui faire part de la situation et l'invite à venir à Jérusalem pour accepter la reddition de la cité.

### La reddition

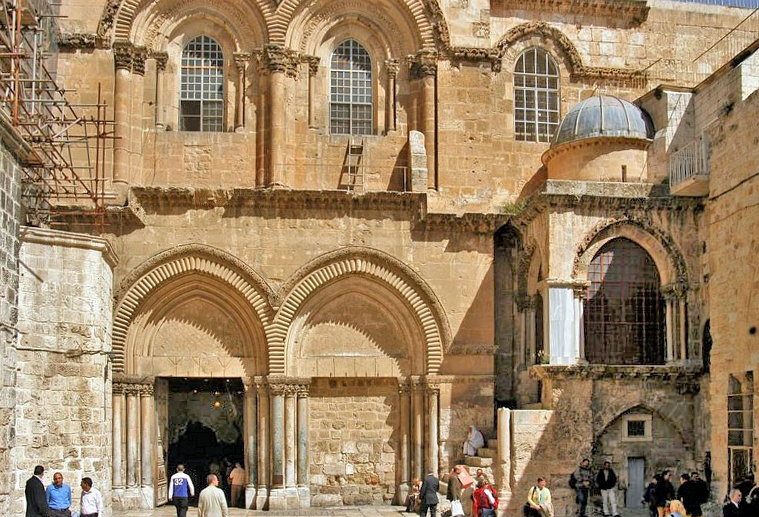
L'église du Saint-Sépulcre où Sophrone a invité Omar à prier.

Au début du mois d'avril 637, Omar arrive en Palestine et va d'abord à Jabiya où il est reçu par Abu Ubaidah,Khalid et Yazid qui ont fait le voyage avec une escorte pour recevoir le calife. Dans le même temps, Amr reste devant Jérusalem pour diriger l'armée assiégeante. 
Dès l'arrivée d'Omar à Jérusalem, un pacte connu sous le nom de Convention d'Omar aurait été signé. Il livre la cité de Jérusalem et garantit les libertés civiles et religieuses des Chrétiens en échange du paiement de la jizya. Ce pacte est signé par Omar au nom des Musulmans. À la fin du mois d'avril, Jérusalem se rend officiellement au calife. Les Juifs, qui étaient revenus dans la ville lors de la domination perse puis, à nouveau expulsés par les Byzantins,  sont autorisés à revenir vivre dans la ville.
Il est rapporté dans les Annales musulmanes qu'au moment des prières de Zuhr, Sophrone invite Omar à prier dans la nouvelle église du Saint-Sépulcre. Omar refuse, craignant que l'acceptation de l'invitation ne puisse mettre en danger le statut de l'église comme sanctuaire chrétien et que les Musulmans ne brisent le traité pour la transformer en mosquée. Après être resté dix jours à Jérusalem, le calife retourne à Médine.

### Revisite de ce récit
Pour Vincent Lemire, ce récit est tout à fait incertain : le récit du siège est dû à Théophane le Confesseur qui vivait près de deux siècles après ces événements ; aucun texte arabe contemporain au siège ne mentionne Omar qui ne s'est jamais rendu à Jérusalem ; l'entrevue d'Omar avec Sophrone ne ferait que démarquer la tradition de l'entrevue d'Omar avec l'évêque d'Eilat. Comme dès l'hiver 634-635, des cavaliers arabes campaient dans le voisinage de Jérusalem et que les murailles de la ville avaient été amoindries lors de la prise la ville par Héraclius, il est fort possible que Jérusalem soit passée sous contrôle arabe dès 635 et qu'alors le seul changement notable ait été l'autorisation donnée aux Juifs, chassées en 630 par Héraclius, de se réinstaller à Jérusalem.

## Conséquences
Suivant les instructions du calife, Yazid se dirige ensuite vers Césarée et met le siège devant la cité portuaire. Amr et Shurahbil se consacrent ensuite à l'occupation complète de la Palestine, une mission accomplie à la fin de l'année. Toutefois, il faut attendre 640 pour que Césarée ne tombe et que la garnison se rende à Muʿāwiya Ier alors gouverneur de Syrie. Avec une armée de 17 000 hommes, Abu Ubaidah et Khalid quittent Jérusalem pour conquérir le nord de la Syrie. Cette conquête se termine avec la prise d'Antioche à la fin de 637. En 639, les Arabes envahissent et conquièrent l'Égypte.
Lors de son séjour à Jérusalem, Omar est conduit par Sophrone dans différents lieux saints dont le Mont du Temple. Constatant l'état déplorable dans lequel le Temple se trouve, Omar ordonne de nettoyer la zone des débris présents avant de construire une mosquée en bois sur le site. La première mention de ce bâtiment est faite par le moine franc Arculfe qui visite Jérusalem entre 679 et 682 et décrit une modeste maison de prière capable de satisfaire près de 3 000 croyants, construite en bois et environnée par des ruines plus anciennes.
En 691, le calife Abd al-Malik ordonne la construction du Dôme du Rocher sur un large affleurement rocheux du Mont du Temple. L'historien du Xe siècle Al-Maqdisi écrit qu'Abd al-Malik construit le sanctuaire dans le but de concurrencer en grandeur les églises chrétiennes de la ville. Quelle que soit son intention, la splendeur et la taille de ce sanctuaire ont fait de Jérusalem un lieu majeur des premiers temps de l'islam.